# Vũ Thành An (vận động viên)
Vũ Thành An (sinh 7 tháng 8 năm 1992) là một vận động viên đấu kiếm Việt Nam ở bộ môn kiếm chém. Anh tham dự Thế vận hội Mùa hè 2016 tại Rio de Janeiro và là người cầm cờ của đoàn thể thao Việt Nam tại lễ khai mạc đại hội thể thao này. Tại Rio, ở nội dung kiếm chém nam anh vượt qua vòng 1 khi thắng Diego Occhiuzzi của Ý nhưng thua vòng 2 trước Vincent Anstett của Pháp.
Tại Đại hội Thể thao châu Á 2018 anh tiếp tục là người cầm cờ cho đoàn thể thao Việt Nam. Tại SEA Games 30, kiếm thủ Vũ Thành An có lần thứ 4 trong sự nghiệp vinh dự là người cầm cờ cho đoàn Việt Nam tham dự các kỳ đại hội thể thao quốc tế. Anh vừa lập gia đình vào đầu tháng 6/2019. Vợ của nam vận động viên là cựu xạ thủ Tú Anh. Vào đúng ngày bế mạc Seagame 30 sau khi giành được 2 huy chương vàng Vũ Thành An kịp trở về đúng lúc cùng vợ là xạ thủ Nguyễn Tú Anh đón con trai đầu lòng lúc 14h58 ngày 11/12/2019.

## Tranh cãi
Vào ngày 26/9/2022, vợ của Nguyễn Văn Quyết bất ngờ đăng bài lên trang facebook cá nhân tố cáo chồng mình bị đàn anh Vũ Thành An bất ngờ xông đến đấm vào phần đầu gây choáng váng trong buổi tập luyện ngày 23/9/2022. Nguyễn Văn Quyết còn khẳng định bị đồng đội dùng kiếm vụt mạnh vào lưng, đầu... dẫn đến chảy máu, phải nhập viện cấp cứu. Vũ Thành An tường trình trong lúc đấu tập luyện chuẩn bị Seagames Nguyễn Văn Quyết đã có thái độ tập luyện không chuyên nghiệp, thậm chí còn ném mũ văng tục xúc phạm mình, Nguyễn Văn Quyết còn gọi người đến đòi xử lý đàn anh mới khiến Vũ Thành An nổi nóng và cả hai xảy ra xích mích nhưng lúc đó cả hai đều mang đồ bảo hộ. Nguyễn Văn Quyết khẳng định anh không gây sự hay có mâu thuẫn, thù hằn cá nhân trước đó với đồng đội. Theo lời vợ Nguyễn Văn Quyết anh bị chấn thương nặng ở nhiều vùng trên cơ thể và phải nhập viện cấp cứu, nhưng sự thực hôm xảy ra vụ việc Quyết vẫn ở lại rất lâu để dọa gọi thêm người đánh Vũ Thành An,và ngay sau ngày diễn ra sự việc tức ngày 24/9/2022 Nguyễn Văn Quyết cùng vợ và bạn bè vẫn tự lái xe về Hải Dương chơi, xem đội Đấu Kiếm thi đấu giải trẻ toàn quốc. Gia đình Văn Quyết đã làm đơn kiện Thành An lên cơ quan điều tra.
Sau đó 4 ngày, đại diện Công an quận Nam Từ Liêm (Hà Nội) cho biết, đơn vị vẫn chưa nhận được đơn tố cáo liên quan vụ việc kiếm thủ Vũ Thành An hành hung đồng đội. Tuy nhiên, sau khi nắm được thông tin trên mạng xã hội, cơ quan này đang điều tra, xác minh. Đến ngày 4/10, Vũ Thành An xin lỗi đồng đội Nguyễn Văn Quyết, và nhận án cấm lên đội tuyển đến hết năm 2022. Với trường hợp của Nguyễn Văn Quyết, sau khi ổn định sức khỏe, anh đã gửi bản tường trình lên đội tuyển và bộ môn đấu kiếm. Các đơn vị quản lý sẽ xem xét, điều tra trước khi ra quyết định kỷ luật với Vũ Thành An và Quyễn Văn Quyết.